# Walter Holy
Walter Holy (* 15. August 1921 in Osnabrück; † 7. März 2006 in Köln) war ein deutscher Trompeter.
Walter Holy wirkte als Trompeter in den Orchestern von Herford (1945), Bielefeld (1945–1950), Frankfurt (1950–1951) und Hannover (1951–1956). 1956 wechselte er nach Köln zum WDR. 1968 wurde er Dozent an der Folkwang-Hochschule in Essen. Er war einer der ersten Trompeter, der im 20. Jahrhundert sich auf die ventillose Barocktrompete spezialisierte. Ab 1960 war er erster Trompeter der Cappella Coloniensis. 1996 erhielt er den Johann Ernst Altenburg Preis für seine Verdienste um die Barocktrompete.